# 寿町 (川越市)
寿町（ことぶきちょう）は、埼玉県川越市の町名。現行行政地名は寿町一丁目と二丁目。郵便番号は350-1116。

## 地理
川越市の地理的中央部に位置する。北で大字豊田本、東で野田町、南東で脇田新町、南で広栄町、西で豊田町と隣接する。南に寿町一丁目、北に寿町二丁目が配される。川越駅からは1キロほど西に離れている。

## 歴史
もとは大東村であった。
- 1967年（昭和42年）6月1日 - 町名地番整理の実施に伴ない、大字豊田本、大字豊田、大字野田の各一部より寿一丁目および二丁目が成立[4]。

## 世帯数と人口
2017年（平成29年）10月1日現在の世帯数と人口は以下の通りである。
| 丁目       | 世帯数  | 人口    |
| ---------- | ------- | ------- |
| 寿町一丁目 | 714世帯 | 1,652人 |
| 寿町二丁目 | 228世帯 | 427人   |
| 計         | 942世帯 | 2,079人 |

## 小・中学校の学区
市立小・中学校に通う場合、学区は以下の通りとなる。
| 丁目       | 番地 | 小学校               | 中学校             |
| ---------- | ---- | -------------------- | ------------------ |
| 寿町一丁目 | 全域 | 川越市立大東東小学校 | 川越市立野田中学校 |
| 寿町二丁目 | 全域 | 川越市立大東東小学校 | 川越市立野田中学校 |

## 交通
- 地内に鉄道は敷設されていない。川越駅からは1キロほど離れている。

### 道路
- 入間川街道

## 施設
- 川越市立野田中学校 - 敷地の一部が町域内にあたる
- 寿町一丁目集会所（同和教育集会所）
- 川越寿町郵便局
- 川越市営寿団地
- 白山神社